# Husch Josten
Hildegard „Husch“ Josten (* 12. Mai 1969 in Köln als Hildegard Woopen) ist eine deutsche Schriftstellerin.

## Leben
Josten ist das vierte Kind von Albert und Elisabeth Woopen. Ihr Abitur absolvierte sie 1988 am Erzbischöflichen Irmgardis-Gymnasium in Köln. Im Anschluss studierte sie Geschichte und Staatsrecht in Köln und Paris. Nach dem Studium, welches sie 1993 mit dem Magister abschloss, arbeitete sie zunächst bei Burda Media und volontierte dann bei der Kölnischen Rundschau. Mitte der 2000er Jahre zog sie nach London, um dort für Zeitschriften und andere Medien zu arbeiten. Anschließend leitete sie die Pressestelle der Köln-Arena.
Heute (Stand 2022) lebt und arbeitet sie als Romanschriftstellerin in Köln.

## Nominierungen und Auszeichnungen
- 2011: Nominierung von In Sachen Joseph für den aspekte-Literaturpreis
- 2013: Das Glück von Frau Pfeiffer auf der Shortlist für den Literaturpreis des Kulturkreises der deutschen Wirtschaft
- 2019: Nominierung von Hier sind Drachen für den Euregio-Schüler-Literaturpreis
- 2019: Literaturpreis der Konrad-Adenauer-Stiftung[3]

## Bibliografie
- In Sachen Joseph: Ende einer Freundschaft, Roman, Berlin University Press, Berlin 2011, ISBN 978-3-86280-001-8.
- Das Glück von Frau Pfeiffer. Roman, Berlin University Press, Berlin 2012, ISBN 978-3-86280-024-7.[4]
- Fragen Sie nach Fritz. Geschichten, Berlin University Press, Berlin 2013, ISBN 978-3-86280-049-0.
- Der tadellose Herr Taft, Roman, Berlin University Press, Berlin 2014, ISBN 978-3-86280-069-8.
- Hier sind Drachen, Roman, Berlin Verlag, Berlin 2017, ISBN 978-3-8270-1348-4.
- Land sehen, Roman, Berlin Verlag, Berlin 2018, ISBN 978-3-8270-1379-8.
- Eine redliche Lüge, Roman, Berlin Verlag, Berlin 2021, ISBN 978-3-8270-1440-5.
- Eine redliche Lüge, Hörbuch, Berlin Verlag (P) MediaPaten Verlag, 2022.
- Die Gleichzeitigkeit der Dinge, Roman, Berlin Verlag, Berlin 2024, ISBN 978-3-8270-1513-6.